# 규범
규범(規範)은 선·악·미·추·진·위·유용·무용 등을 가치 평가할 경우, 또는 선·미·정(正)…인 것을 만들어낼 경우 규준(척도)으로 삼는 것을 뜻한다.
그럴 경우 특히 철학에서 문제가 되는 것은 진·선·미의 가치평가와 가치판단을 할 때의 규범인데, 이러한 규범을 다루는 학문(논리학·윤리학·미학)을 규범과학이라고 부르는 일도 있다. 이러한 학(學)의 규범은 바로 인간이 지켜야 하는 규준(당위)이기도 하다. 여기에 경험과학의 법칙과 다른 점이 있다.
규범은 팀 구성원들에게 수용되고 기대되는 행동 양식이나 규칙을 말한다. 규범은 팀 구성원들이 목표를 달성하는 데 필수적이라고 생각하는 행동들을 정의할 수 있도록 해준다. 모든 팀은 규범을 설정하고 구성원들이 그것을 따르도록 강요한다. 규범은 공식 집단보다는 비공식 집단에서, 특히 동료 집단의 압력으로 인해 더 엄격하게 정의되고 강요된다. 이러한 규범은 조직의 목표 달성을 촉진할 수도 있고 방해할 수도 있다.

## 같이 보기
- 헌법
- 의무론적 윤리
- 법칙
- 메타윤리학
- 사회 규범
- 규범적
- 규범윤리학
- 법철학
- 원리
- 법
- 법치주의
- 사회 규범
- 언어행위

## 참고 문헌
- 이 문서에는 다음커뮤니케이션(현 카카오)에서 GFDL 또는 CC-SA 라이선스로 배포한 글로벌 세계대백과사전의 내용을 기초로 작성된 글이 포함되어 있습니다.